# Фалмут (Ямайка)
Фалмут (англ. Falmouth) — город и административный центр округа Трилони на Ямайке. Расположен на северном побережье Ямайки в 18 милях к востоку от залива Монтего. Один из наиболее хорошо сохранившихся георгианских городов на Карибах.

## История
Фалмут основан в 1769 году Томасом Рейдом и сорок лет процветал в качестве центра торговли и порта в то время, когда Ямайка была ведущим производителем сахара в мире. Город был назван в честь Фалмута, города-порта в Корнуолле (Великобритания), места, где родился сэр Уильям Трелони — губернатор Ямайки, сыгравший важную роль в её становлении.
Город с самого начала был тщательно спланирован, с широкими улицами с постоянной сеткой, с достаточными запасами воды и общественными зданиями. В нём даже проложен водопровод раньше, чем в Нью-Йорке.
В конце XVIII и начале XIX веков Фалмут был одним из самых оживлённых портов на Ямайке. В нём жили каменщики, плотники, владельцы питейных заведений, моряки, земледельцы и другие. Это был богатый город богатого округа с высокой степенью смешения рас. В округе почти сто плантаций активно производили сахар и ром на экспорт в Великобританию. Ямайка стала ведущим производителем сахара в мире.